# Os Tubarões

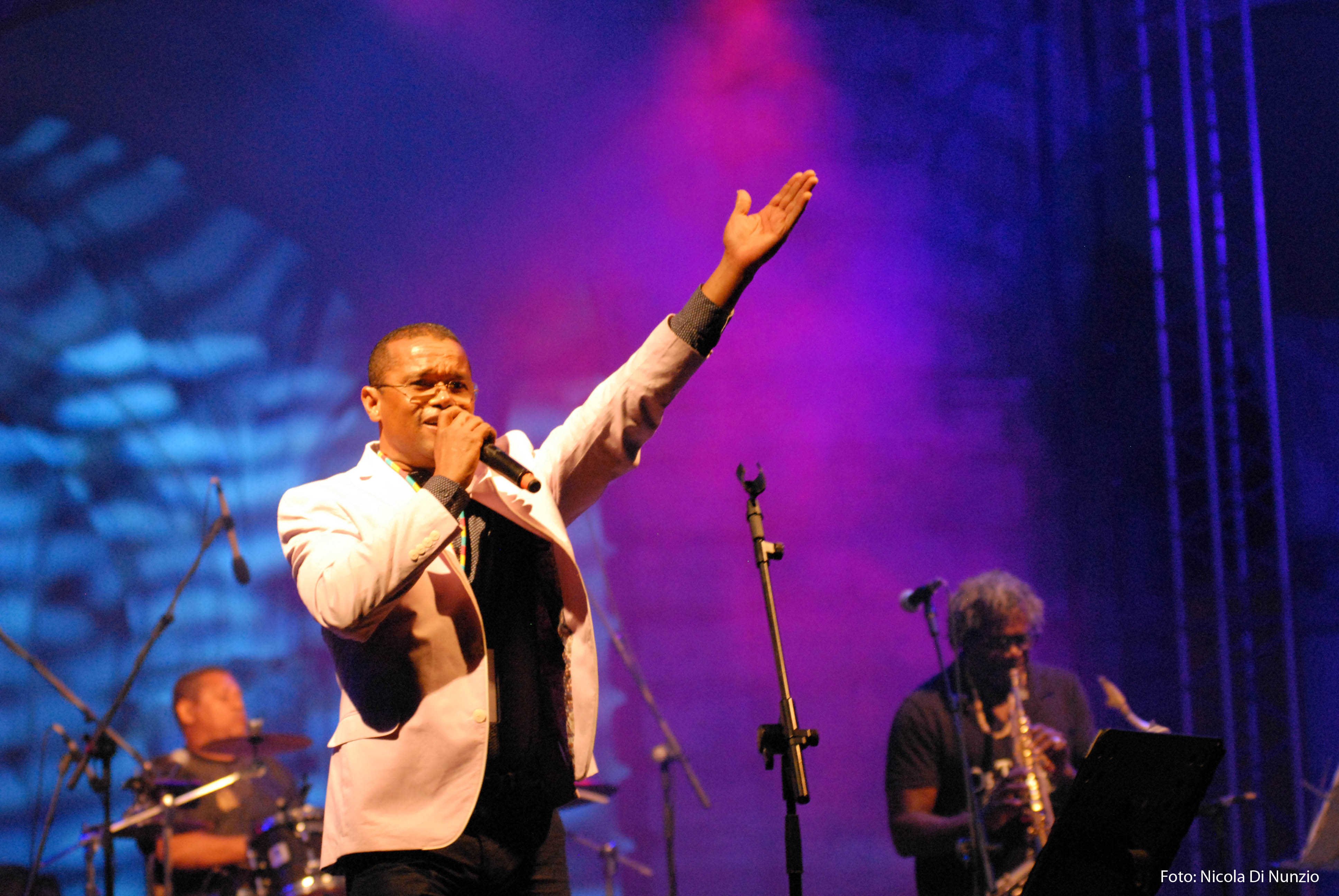
Os Tubarões - 2017 Beja / Portugal

Os Tubarões foi uma banda caboverdiana ativa entre 1969 e 1994, tornada famosa pela sua morna, coladeira e funaná. Foi um dos grupos mais representativos da música de Cabo Verde no período de transição rumo à independência e democracia. Um dos seus vocalistas era o famoso Ildo Lobo.
A banda suspendeu suas atividades em 1994 e Ildo Lobo continuou sua carreira até sua morte em 2004. Ildo Lobo junto com a banda foram homenageados em 2012. Os Tubarões recomeça suas atividades em 2015 e tem já feito várias atuações nas ilhas de Cabo Verde e digressões pela Europa e EUA.

## Discografia
- 1976 -co

Lopi
- 1976 - 'djdeigo Miranda

- 1979 - Djonsinho Cabral
- 1980 - Tabanca
- 1982 - Tema para dois
- 1990 - Os Tubarões
- 1993 - Os Tubarões ao vivo
- 1994 - Porton d’ nôs ilha